# Jerga de internet

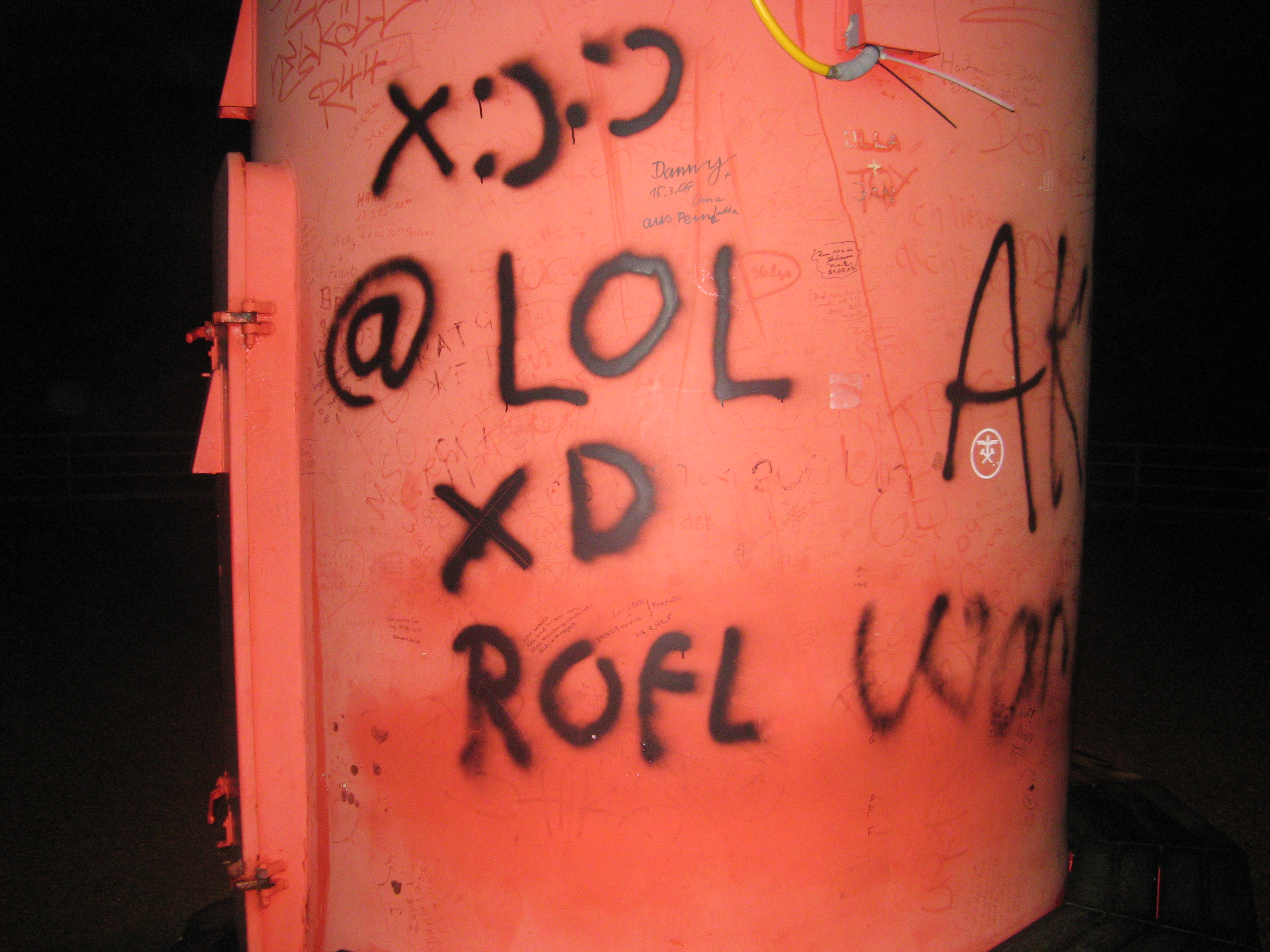
Grafiti en donde se ve las jergas: LOL, ROFL y XD (jergas usadas para expresar risa).

Una jerga de internet (Cyber-slang, Netspeak, HWDPChatspeak, o en taquigrafía de internet Internet slang –Ig–) se refiere a una variedad de lenguajes cotidianos y abreviaciones en la escritura utilizados por las diferentes comunidades en el ámbito de Internet.
Es difícil dar una definición estandarizada de la "jerga de Internet" debido a los constantes cambios realizados en su naturaleza y dada la rapidez de los adelantos tecnológicos. Sin embargo y en forma general, puede ser entendido como un tipo de jerga que han popularizado los usuarios de Internet y, en muchos casos, que se ha validado con el uso.
Esos nuevos términos o formas de escritura a menudo se han originado con el propósito de abreviar pulsaciones de teclado, sobre todo por la dificultad y/o rapidez que a veces trae aparejado el uso de algunos dispositivos portátiles. Muchas personas utilizan las mismas abreviaturas en los mensajes de texto y en mensajería instantánea, así como en las redes sociales. De igual forma, los acrónimos, símbolos del teclado y abreviaturas, también son de uso frecuente y más o menos normalizados, y por tanto integran lo que puede llamarse jerga de Internet. 
Nuevos dialectos de argot, como Leet o Leet speak, comenzaron a desarrollarse como un fenómeno de Internet endógeno,
en lugar de estar fundamentalmente guiados por el propósito utilitario de "ahorrar tiempo" o "facilitar el uso". En líneas generales, es un conjunto de abreviaciones, de acrónimos, y de anglicismos, utilizados con frecuencia en la mensajería instantánea y en otros ámbitos de Internet. Este sociolecto nació de la simple constatación que «cuanto menos letras hay en los mensajes, más rápidamente son escritos y transmitido». Esto es igualmente válido para el Bulletin Board System (BBS) y para los llamados SMS. Corresponde destacar que ciertos acrónimos son anteriores al desarrollo de Internet, e incluso anteriores al propio desarrollo de las computadoras.

## Historia
Inicialmente, esta jerga fue utilizada solo para IRC (Internet Relay Chat), protocolo de comunicación utilizado en Internet. Actualmente se lo utiliza principalmente en archivos de chat y en el intercambio, lo que permite chat de grupo o intercambios privados. También se utiliza en la mensajería instantánea.

## Emoticonos y emociones
Las emociones humanas se expresan principalmente por los llamados emoticonos o emoticones. 
Estos símbolos escritos también son llamados smileys (en inglés significa literalmente "sonrientes"), siendo sustituido por pequeños dibujos.
En emoticons, los ojos están representados por las señales : , , , = , 8 o x o x . La boca puede tener los siguientes símbolos para representarla: ( , ) , * , / , \ , T y D . Las risas (la mayoría se utiliza en las redes sociales) se realizan por escrito como Rs, Kkk, Ahaha, ehehe, o presionando ciertas letras en un orden aleatorio. Las letras más comunes en el uso son A, E, U, H, S, pero esto varía mucho de persona a persona. La X indica unos ojos cerrados y la D una boca abierta riéndose.
Ejemplos de emoticonos:
| Emoticono textual           | Significado                           | Emoticono gráfico |
| --------------------------- | ------------------------------------- | ----------------- |
| :) / =] / =)                | Felicidad, sonrisa                    |                   |
| :( / =( / :/                | Tristeza, decepción                   |                   |
| :D / =D / xD                | Sonrisa, emoción                      |                   |
| 8)                          | Gafas o lentes de sol                 |                   |
| ;)                          | Parpadeo, guiño                       |                   |
| :* / =*                     | Beso                                  |                   |
| :x / =X                     | Boca cerrada (secreto) o insatisfecho |                   |
| :o / =O                     | Cara de sorpresa                      |                   |
| :~( / T.T / Y.Y / ='( / :'( | Lágrimas                              |                   |
| sz / S2 / <3                | Corazón, amor                         |                   |
| :B / =B / :b / =3 / :3      | Mostrar los dientes o poner morritos  |                   |

## El lenguaje común de internet
El vocabulario del argot internet proviene de una variedad de fuentes, en su mayoría ambientes o entornos que han hecho de la brevedad un valor de la comunicación. Algunos términos, como FUBAR, tienen raíces que se remontan a la Segunda Guerra Mundial. Otros términos se derivan de las formas más recientes de comunicación, el tipo de teletipo o IRC, etc. Con el auge de los servicios de mensajería instantánea (entre otros, ICQ, AOL, o MSN), incluso el vocabulario ha aumentado de forma espectacular. Una breve lista de los elementos más comunes pueden incluir:
- ASL (o en español ESL), abreviatura de edad, sexo, y localización para contacto.
- bbkiese, de "bimbominkiese", que se utiliza para indicar con precisión las abreviaturas de escritura difíciles de comprender.
- bbl, para indicar "de nuevo más tarde", o "vuelva más tarde" (en inglés "be back later")
- bbq, de "barbacoa" (en inglés, "barbeque").
- bn, para "bueno".
- brb, para "voy a estar de vuelta" (en inglés, "be right back").
- cya o cu, para "hasta luego" (en inglés, "see you", adaptado a "see ya").
- cmq, para "sin embargo".
- gj, para "buen trabajo" (en inglés, "good job").
- gl, para "buena suerte" (en inglés, "good luck").
- gtg o g2g, para "tengo que ir" (en inglés, "got to go").
- ihm, para "me odio a mí mismo" (en inglés, "I hate myself").
- l8r o CUL8R, para "te veré más tarde" (derivado del inglés "later" o "see you later").
- lol, para "muchas risas", o "un montón de risas" (en inglés, "lots of laughter").
- np, para "ningún problema" o "no hay problema" (en inglés, "no problem").
- nvm, para "no importa" (en inglés, "never mind").
- sdr, para "dulces sueños" (en inglés, "sweet dreams").
- ttyl, para "hablaré contigo/con usted más tarde" (en inglés, "talk to you later").
- ty/tnx/fnx/thx, para "agradecer a usted" o "gracias" (en inglés, "thank you"/"thanks").
- wombat, para "pérdida de dinero, tiempo y cerebro" (en inglés, "waste of money, brains and time").

Otro mundo lleno de lenguas particulares es el de los juegos en línea. Una de las formas más populares de jerga relacionados con los juegos se conoce como H4X0R o l3375P34K. Conocer la lengua de sus hijos pueden jugar un papel importante en la capacidad de los padres de salvaguardar la seguridad de Internet en los usuarios más jóvenes.  
Microsoft ha escrito un artículo para ayudar a los padres a entender algunas de las cosas que sus hijos dicen mientras juegan, aunque muchos consideran este artículo una broma.[cita requerida]